# Museum Bautzen

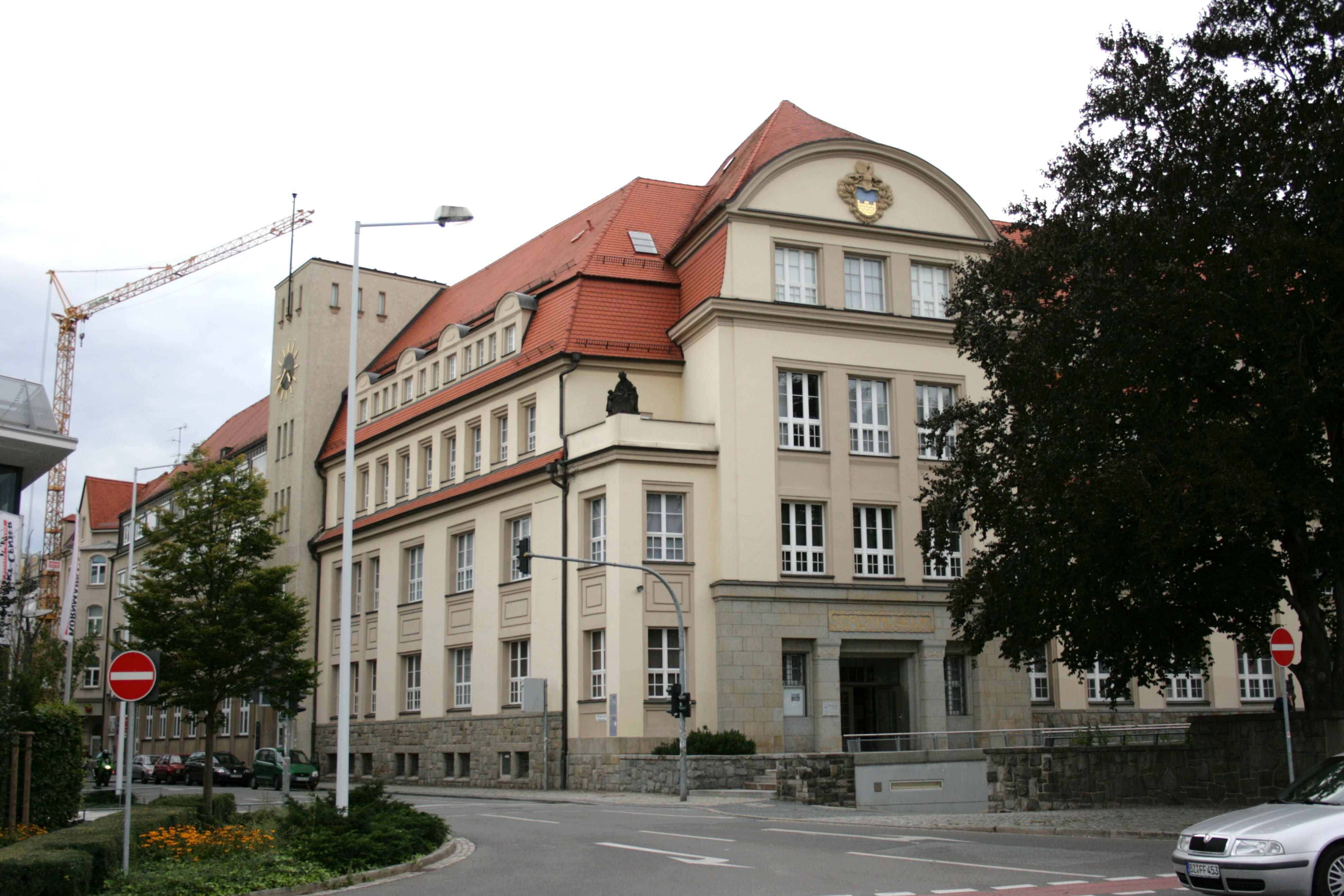
Museum Bautzen von Südosten aus gesehen

Das Museum Bautzen (obersorbisch Muzej Budyšin), das zugleich das Regionalmuseum der sächsischen Oberlausitz ist, befindet sich am Kornmarkt und beherbergt heute die umfangreichsten musealen Sammlungen der Stadt Bautzen. Mit mehreren hunderttausend Objekten zählt es zu den größten und bedeutendsten Museen der Oberlausitz. Die Dauerausstellung ist in die drei Themenbereiche Region, Stadt Bautzen und Kunst gegliedert. Insbesondere die ur- und frühgeschichtliche Sammlung, aber auch die Kunstsammlung hat überregionale Bedeutung. Zusätzlich gibt es regelmäßig wechselnde Sonderausstellungen.

## Geschichte

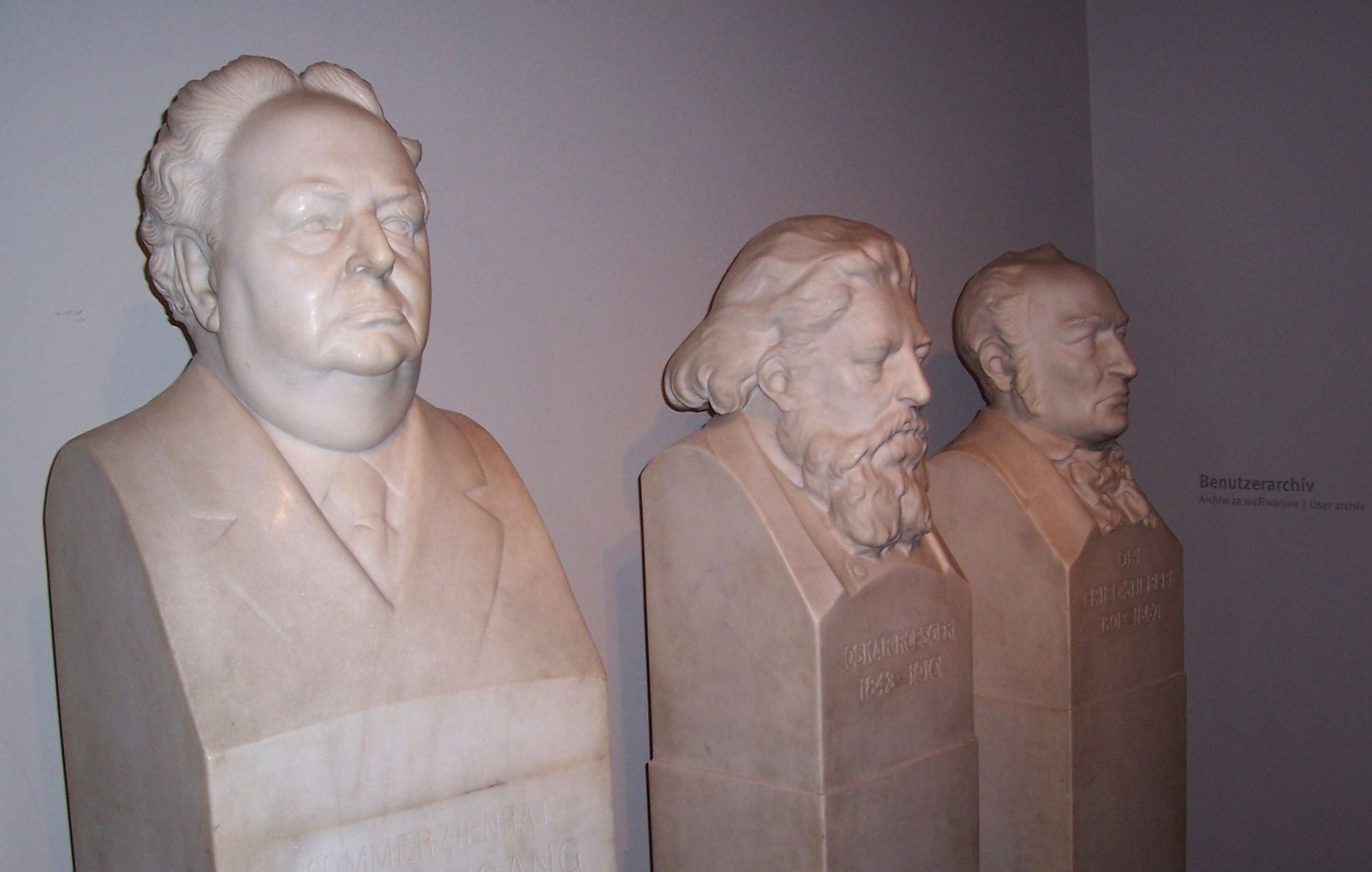
Otto Weigang, Oskar Roesger, Friedrich Carl Gustav Stieber – Büsten im Foyer des Museums

Als Begründer des Bautzner Museums gilt heute der Buchhändler Oskar Roesger. Auf seine Anregung hin, richtete der Gewerbeverein Bautzens 1868 ein Gesuch an den Stadtrat, Räumlichkeiten zur Ausstellung altertümlicher Gegenstände zur Verfügung zu stellen, um eine sich bereits abzeichnende Abwanderung von Kunstschätzen aus Stadt und Umland zu verhindern. Dabei überließ Roesger seine eigene, bereits umfangreiche Sammlung der Stadt. Somit konnte bereits 1869 die Eröffnung des „Alterthumsmuseums der Stadt Bautzen“ in einem Raum der alten Bürgerschule am Wendischen Graben erfolgen. Die Folgejahre waren gekennzeichnet durch ein schnelles Wachstum der Sammlung durch etliche Spenden und Nachlässe von Bürgern, die beispielhaft für die zur damaligen Zeit typische uneigennützige Verbundenheit der Menschen mit ihrer Stadt und Region sind.
Von besonderer Bedeutung für die Sammlung und ihre bis heute erkennbaren Schwerpunkte waren jedoch die Übereignungen durch einzelne herausragende Stifterpersönlichkeiten. Die Dresdner Malerin und Kopistin Emilie Henriette Therese aus dem Winckell hinterließ testamentarisch bereits 1867, also noch vor der Eröffnung des Stadtmuseums, 119 Bilder der Stadt, die den ersten Grundstock der Gemäldegalerie bildeten. Das Vermächtnis von Friedrich Carl Gustav Stieber, das 1877 eine Vielzahl an Exponaten und Geld in den Bautzener Museumsbesitz brachte, wurde so hoch bewertet, dass das Museum seit 1884 vorübergehend als „Stiebermuseum“ bezeichnet wurde. 1898 bekam das Museum einen Teil der wertvollen Stiftung des Hans von Gersdorff auf Weicha (1630–1692) zugesprochen.
Aufgrund der schnell wachsenden Sammlung musste das Museum aus Platzmangel mehrfach umziehen. 1880 wechselte der Standort von der Bürgerschule in das Gebäude Lauenstraße Nr. 10 und bereits 1884 in die zweite Etage des wiedererrichteten Gewandhauses.
1906 schenkte Otto Weigang neben etwa 200 Gemälden enorme Geldsummen an das Museum, mit der ausdrücklichen Zweckbestimmung einen würdigen, modernen Museumsneubau zu errichten. 1912 wurde das „Provinzialmuseum der sächsischen Oberlausitz“ an seinem heutigen Standort am Kornmarkt eröffnet. Neben den Sammlungen wurden in dem Gebäude auch bereits bestehende wissenschaftliche Gesellschaften untergebracht, so die seit 1846 bestehende naturwissenschaftliche Gesellschaft „Isis“ und die 1901 gegründete Gesellschaft für Anthropologie und Urgeschichte.
In den 1920er Jahren erfuhren insbesondere die Galerie und die graphische Sammlung wertvolle Erweiterungen. 1937 wurden in der Nazi-Aktion „Entartete Kunst“ nachweislich 25 Werke von Marianne Britze, Alfred Glatter, Will Grohmann, Hans Grundig, Georg Karl Heinicke (1888–1961), Fritz Kurth, Otto Meister (1892–1969), Wilhelm Rudolph, Fritz Winkler und Johannes Wüsten aus dem Bestand des Museums beschlagnahmt. Nahezu alle wurden danach zerstört.  Im gleichen Jahr – im Zuge der Auflösung des Wendischen Museums – wurden dessen Exponate ins Stadtmuseum überführt. Die Rückführung dieser Exponate erfolgte schrittweise zur DDR-Zeit ins wiedergegründete Sorbische Museum.
Im Zuge der schweren Kampfhandlungen im April 1945 erlitten die Bautzener Sammlungen schwerwiegende Verluste. Zum einen wurde das Gebäude im Zuge der Panzer- und Infanteriegefechte innerhalb der Stadt beschädigt. Folgenreicher aber waren Plünderungen am Auslagerungsort in Leisnig.
Unter der Leitung von Eva Schmidt konnte das Museum in DDR-Zeiten wieder wichtige Lücken innerhalb der Sammlung schließen und wurde durch umfangreiche Wechselausstellungen und Publikationen auch wieder verstärkt überregional wahrgenommen.
Direktoren
- 1919–1946 Walther Biehl

## Museumsgebäude
Der heutige Museumskomplex entstand in zwei verschiedenen Bauphasen.
Das Hauptgebäude wurde 1912 nach zweijähriger Bauzeit fertiggestellt. Dem Ganzen lag die damals übliche Idee zu Grunde, städtische Sammlungen in einem einzigen Gebäude unterzubringen und sie in einer bestimmten Ordnung dem Publikum zugänglich zu machen. Es wurde nach Plänen von A. Göhre in der zu dieser Zeit üblichen Stahlbetonkonstruktionsweise ausgeführt und beinhaltete bereits moderne Museumstechnik. Der Anspruch an ein Gesamtkunstwerk durch Einheit von Gebäude und Ausstellungsobjekten führt zu einer sorgfältig durchgeplanten Raumabfolge vom Keller bis zum 3. Obergeschoss.
Der Erweiterungsbau, der neben der musealen Nutzung auch andere Nutzungen wie die Sparkasse enthielt und auch heute enthält, entstand während der Weltwirtschaftskrise in den Jahren 1930/1931 und wurde nur durch eine Grenzlandspende des Reiches ermöglicht. Der Entwurf stammte vom Dresdner Architekten Otto Schubert. Der Erweiterungsbau enthielt vor allem Räume für Wechselausstellungen.
Zwischen 1992 und 2009 wurde das Gebäude inklusive der Innenräume schrittweise denkmalgerecht saniert.

## Sammlungen

### Regional- und Vorgeschichtssammlung
Der ur- und frühgeschichtliche Teil der Sammlung umfasst mehr als 200.000 Zeugnisse aus den archäologischen Epochen von der Altsteinzeit bis hin zur frühmittelalterlichen Zeit in über 35.000 Fundkomplexen. Unter anderem ist der Depotfund von Birkau hier ausgestellt. Die Größe und gute Erhaltungszustand machen diese Sammlung auch überregional bedeutsam.
Die Sammlung zur Regionalgeschichte besteht überwiegend aus Einrichtungs- und Gebrauchsgegenständen von Dörfern der Oberlausitz im 18. und 19. Jahrhundert.
Die Naturkundliche Sammlung umfasst heute noch eine regionale Gesteinssammlung und eine Sammlung von Vogelpräparaten und Eiern. Große Teile der Sammlung, beispielsweise die umfangreiche Insektensammlung wurde vor 1989 nach Görlitz abgegeben.

### Stadtgeschichte

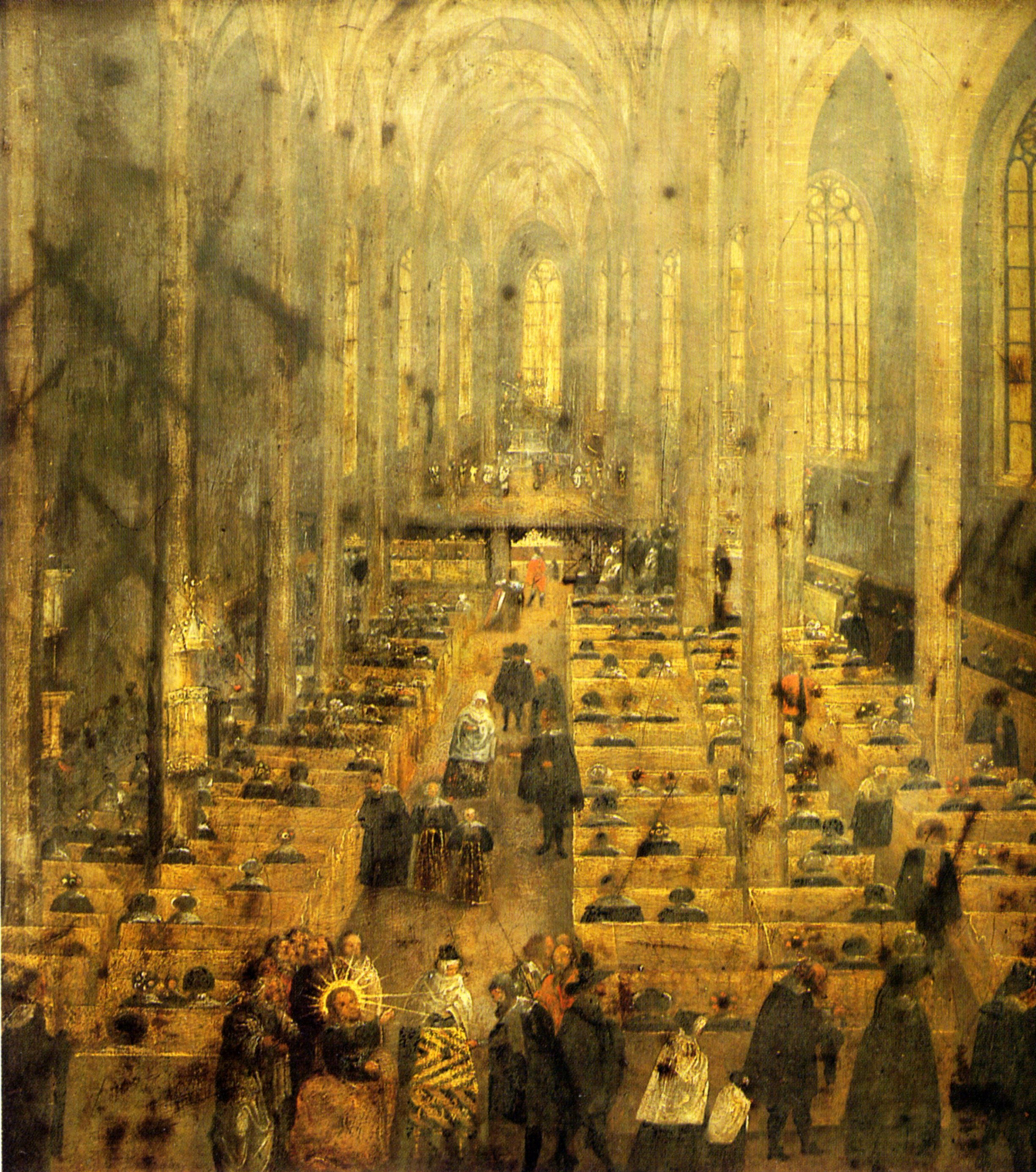
Von Matthäus Crocinus stammen einige stadtentwicklungsgeschichtlich interessante Bilder

Die umfangreichen Sammlungen zur Stadtgeschichte zeichnen historische Entwicklungen der Stadt vom Mittelalter bis in die heutige Zeit nach. Überschneidungen gibt es dabei zur Kunstsammlung, da auch viele historische Gemälde der Stadt zu diesem Sammlungsbereich zählen.

### Kunstsammlung
Die Kunstsammlung umfasst etwa 17.000 Objekte vom Beginn der Renaissance bis zum 21. Jahrhundert. Zu den Werken gehören unter anderem Gemälde von
- Lucas Cranach dem Älteren
- Carl Gustav Carus
- Antoine Pesne
- Philipp Otto Runge
- Johann Carl Rößler
- Franz von Defregger
- Carl Theodor von Piloty
- Friedrich August von Kaulbach
- Hans Makart
- Fritz von Uhde
- Franz von Lenbach
- Adolf Hölzel
- Robert Hermann Sterl
- Hans von Marées
- Max Liebermann
- Otto Dix
- Carl Lohse
- Theodor Rosenhauer
- Karl Wilhelm Lachnit
- Rudolf Bergander